# Энергетический кризис
Энергетический кризис — явление, возникающее, когда спрос на энергоносители значительно выше их предложения. Его причины могут находиться в области логистики, политики или физического дефицита (см. пик нефти).

## Энергетические кризисы в истории
Энергетические кризисы могут носить глобальный или локальный характер. Также они различаются по видам энергоносителей — нефть, нефтепродукты, газ, электроэнергия и т.п.

### 1973
Первый энергетический кризис начался осенью 1973 года, после того как ОПЕК сознательно снизила объёмы добычи нефти (примерно на 5 %), чтобы повлиять на мировые цены в свою пользу.
16 октября 1973 цена на нефть поднялась на 70 % с 3 долларов за баррель до 5. В течение следующего года цена на нефть поднялась до 12 долларов.
Это событие вошло в историю под названием «нефтяное эмбарго», так как упомянутое снижение объёмов добычи было проведено из политических соображений и было инструментом давления государств ОПЕК на Запад в связи с их недовольством его поддержкой Израиля в Войне Судного дня.

### 1979—1980
Ещё один существенный прыжок цен на нефть состоялся во время второго энергетического кризиса в 1979—1980 гг., когда во время исламской революции в Иране президент США Джимми Картер объявил о сокращении торговых отношений с этой нефтедобывающей страной и одновременно прекратил государственное регулирование цен на нефть в США. Рост цен остановился лишь на отметке 6,5 долларов за баррель.
В 1985 г. Саудовская Аравия попыталась увеличить производство нефти, что вызвало новое падение цен и недовольство в ОПЕК

### 1990
В 1990 и 1991 гг., когда Ирак занял Кувейт, ожидался крупномасштабный энергетический кризис, так как обе страны относились к числу самых крупных нефтедобывающих стран. Однако скачок цен во время войны в Персидском заливе оказался не столь значительным, как это предрекали наблюдатели.

### 2000, 2004 и 2005
После преодоления экономического кризиса в Азии мировая экономика снова начала быстро расти, а с ней и спрос на нефть. Также к повышенной потребности в нефти привела холодная зима 2001—2002 гг. 
Последствия были однако намного ниже чем в 1970-х годах. Увеличение квот добычи предотвратили серьёзный кризис. Главные проблемы были в то время с логистикой, так как нехватка танкеров сыграла более существенную роль, чем недостаток в нефти.
В течение 2004 цена на нефть достигла 53 доллара. На это повлияли различные политические и экономические нагрузки на рынок нефти. На рынке обнаружилось большое количество спекулянтов и озабоченных скупщиков нефти. 
29 августа 2005 цены на нефть подскочили в связи с ураганом «Катрина», остановившем добычу нефти в Мексиканском заливе, до 71 доллара.
Развитие цен на нефть в 2005:
- середина марта: 56 долларов;
- 24 июня:        60 долларов;
- 11 августа:     65 долларов;
- 29 августа:     70 долларов.

### 2007, 2008 и 2009
Осенью 2007 года цена пробила отметку 80 долларов и продолжала расти до конца первой декады июля следующего, 2008 года, достигнув 11 июля прежде неслыханной величины 147 долларов за баррель нефти марки Light Sweet. Все это время в основных странах потребителях нефти и прежде всего в США продолжался рост цен на бензин, товары и услуги, который катализировал развитие кризиса неплатежей по банковским кредитам. В 2008 кризис неплатежей перерос в масштабную рецессию, в ходе которой обанкротились крупнейшие финансовые компании страны, а накопленные за предыдущие сорок лет колоссальные проблемы в экономике США, связанные с её долговым характером, перешли в актуальное состояние, в результате чего разразился текущий глобальный экономический кризис, который привел к резкому падению спроса на нефть и к относительной стабилизации цены барреля в 2009 году в диапазоне 35-75 долларов. Со второй половины 2008 года в результате обвального снижения цены кризис перекинулся и на страны-экспортеры нефти, которые несколько раз прибегали к сокращению квот на добычу. Ситуация, таким образом, приобрела характер замкнутого круга. Некоторые аналитики указывают на то, что снижение квот было вызвано не столько желанием поддержать цену барреля, сколько простым следствием физического дефицита черного золота, который, оформившись в цене, и явился фундаментальной причиной экономического спада, и что квоты поэтому не будут увеличены никогда.
Несмотря на то, что действия спекулянтов на рынке нефти нельзя недооценивать, в целом все происходящее очень сильно напоминает последствия так называемого «Пика нефти», хотя официального разъяснения на этот счет от глав правительств не поступало, а общественное внимание отвлечено структурной перестройкой самой экономики и прежде всего, финансовой отрасли. Вместе с тем последнее время в открытой печати появились статьи, предсказывающие новый цикл кризиса в результате нового ценового скачка после того, как потребление в мире оправится от последствий шока 2008 года. Кроме того, антикризисная политика стран-потребителей помимо экстренных мер по стабилизации финансового сектора и внутреннего потребления включает в себя и поспешное развитие альтернативных видов энергии и экономичного транспорта. Эффективность этих "пожарных" мер, в свою очередь, вызывает большое сомнение специалистов. К августу 2009 года совокупные уровни промышленного производства и конечного потребления в мире, и прежде всего, в странах потребителях нефти продолжали снижаться.

### 2021
В феврале 2021 года разразился техасский энергетический кризис, произошедший в штате Техас в результате трёх сильных зимних штормов. С этим происшествием прямо или косвенно связана гибель не менее 151 человека.
Кризис с электроэнергией в Китае вынуждает многие заводы и фабрики приостанавливать работу или переходить на двухдневную рабочую неделю, снижая объемы производства. Как отмечает The Times 9 ноября 2021 года, эта ситуация приведет к дальнейшим перебоям с поставками товаров из Китая и росту цен на них.
С сентября, поскольку почти половина китайских провинций не смогла уложиться в целевые показатели правительства по потреблению электроэнергии и находится под давлением из-за необходимости его сокращать, в Китае начались отключения электричества, перебои прошли в 17 из 22 регионов. Упал индекс деловой активности в промышленности Китая (так, в провинции Цзянсу полностью остановили работу 143 предприятий, а еще более тысячи заводов вынуждены работать сокращенно; в провинции Чжэцзянь закрыли около 160 компаний, заводов и фабрик с высоким потреблением электроэнергии). 
Мировой рост цен на газ привёл к газовому дефициту на внутреннем рынке США.
в Северо-Западной Европе выдался безветренный год и резко упало производство электроэнергии на ветряных электростанциях; из-за дефицита генерации происходит возврат угольной генерации (доля генерации на ископаемых видах топлива в Великобритании выросла до 61 %). 

Рынок опасается нехватки газа зимой. Галопирующий рост цен на газ (до 1937 долл. за тыс. кубов в пике) привёл к закрытию химических заводов в Великобритании и других странах ЕС. 

Из-за логистических проблем (нехватка водителей бензовозов) в Британии возник дефицит бензина на АЗС, крупнейший железнодорожный перевозчик грузов в Великобритании Freightliner приостановил использование электропоездов, перейдя на использование дизельных локомотивов.

### 2022
В 2022 году ухудшилось снабжение стран Европы газом в связи с санкционными мерами стран ЕС против России. Спотовые цены на газ превысили 2000€ за 1000 кубических метров природного газа. Также на это повлиял подрыв газовых трубопроводов из России проложенных на дне Балтийского моря.